# Шамші-Адад V
Шамші-Адад V — ассирійський цар, правив у 824–811 до н. е. Син Шульмануашареда III. Його дружиною була вавилонянка Шаммурамат, що стала прообразом Семіраміди. Головним ворогом Ассирії за часів правління Шамші-Адада було Урарту. Йому вдалося завдати важкої поразки урартському царю Ішпуїні. Пізніше цар здійснив похід в глиб Ірану. Ассирійське військо перетнуло хребет Загра і захопило Мідію та країну Парсуа. На півдні Шамші-Адад воював з вавилонським царем Мардукбаласуїкбі.

## Життєпис
На 31 першому році правління Салманасара ІІІ в країні спалахнуло повстання, очолюване його старшим сином Ашшур-данін-аплі, який був незадоволений призначенням спадкоємцем Шамші-Адада. Царевича підтримали 27 міст переважно корінної Ассирії, Салманасару залишилися лише столиця Кульху та гвардія, а також кілька міст сирійського прикордоння. За цих обставин Шамші-Адад був офіційно оголошений спадкоємцем і призначений головнокомандуючим армії. Його підтримали вищі воєначальники ассирійської армії, такі як туртан Даян-Ашшур, начальник голів Муттаріс-Ашшур та інші. Після шести років громадянської війни він остаточно переміг свого брата і відновив активну зовнішню політику країни.
Але тепер було не до походів за здобиччю у Сирії та до Середземного моря, оскільки сильні суперники знаходилися значно ближче. На півночі Ассирії загрожувало Урарту, яке за правління Ішпуїні продовжувало зміцнюватися. Інтереси обох держав перетиналися в країні маніїв на території сучасного північно-західного Ірану. Шамші-адад з військом перетнув Загрос в районі гори Куллар і, розбивши вояків Ішпуїні, захопив Мідію і країну Парсуа. На деякий час ассирійському царю вдалося зупинити експансію урартів. Однак невдовзі боротьба продовжилася. У своїх надписах Шамші-адад повідомляє що його воєначальник забрав у Ішпуїні 2 фортеці і 200 міст (поселень), а сам Ішпуїні вихваляється що відвоював у ассирійців Парсуа.
Шамші-адад також зайнявся південним напрямком і втрутився у вавилонські справи. Вавилонський цар Мардук-балассу-ікбі уклав спілку з еламітами та халдейськими правителями і повів боротьбу з ассирійцями. На деякий час контроль над Вавилонією Ассирія втратила. Після смерті Мардук-балассі-ікбі Шамші-Адад пішов війною на південь і захопив у полон нового царя Бау-ах-іддіна.